# Eunicella hendersoni
Eunicella hendersoni is een zachte koraalsoort uit de familie Gorgoniidae. De koraalsoort komt uit het geslacht Eunicella. Eunicella hendersoni werd in 1908 voor het eerst wetenschappelijk beschreven door Willy Kükenthal.
De soort was verzameld door Franz Theodor Doflein in de Sagamibaai (Japan).